# Ligne 196 (chemin de fer slovaque)
La ligne ferroviaire Humenné – Stakčín (marquée comme ligne 196 dans l'horaire public) est une ligne ferroviaire à voie unique en Slovaquie qui relie Humenné à Stakčín via Snina.

## Histoire
En 1909, une concession fut accordée pour une ligne menant de Humenné via Snina à Stakčín. L'extension de la voie ferrée jusqu'à Ruský (aujourd'hui un village inondé du réservoir d'eau de Starina) a été envisagée, mais les travaux commencés ont été interrompus par la Première Guerre mondiale.
La construction de la ligne, qui longe la rivière Cirocha, n'a pas été difficile et, hormis 86 ponts et ponceaux, aucun terrassement majeur n'a été nécessaire. Les coûts de construction atteignirent 3 460 000 krones et les premiers passagers empruntèrent la ligne le 30 novembre 1909